# Герб Усть-Илимска
Герб Усть-Илимска — символ города Усть-Илимска Иркутской области, утверждён решением городской Думы города Усть-Илимска от 21 июня 2006 года.
Авторская группа: идея герба Валерий Лаур (Усть-Илимск), геральдическая доработка: Константин Мочёнов (Химки), обоснование символики: Кирилл Переходенко (Конаково), компьютерный дизайн: Галина Русанова (Москва).

## Описание
В скошенном слева лазоревом и зелёном поле поверх деления располагается серебряная левая перевязь, изломанная подобно громовой стреле и обременённая сдвоенными и также изломанными левыми перевязями — червлёной и лазоревой.
В соответствии с Законом Иркутской области от 16.07.1997г. № 30-оз «О гербе и флаге Иркутской области» воспроизводится с вольной частью – четырехугольником, примыкающим изнутри к верхнему правому краю герба города Усть-Илимска с воспроизведенными в нем фигурами из герба Иркутской области.

## Обоснование символики
Герб города Усть-Илимска языком символов и аллегорий отражает природные, исторические и экономические особенности города.
Символика геральдической фигуры — перевязи в гербе многозначна:
- изображение перевязи в форме повторяющей громовую стрелу — традиционного символа энергетик, показывает Усть-Илимскую ГЭС;
- ступенчатость фигуры дополняет символики, аллегорически отображая плотину на реке Ангаре;
- голубое поле, указывая на водные просторы реки, подчеркивает её важность в жизни местного населения. В геральдике голубой цвет является символом красоты, благородства, духовности;
- красный цвет полосы аллегорически символизирует основу города — три ударные комсомольские стройки: Усть-Илимская ГЭС, город Усть-Илимск и Усть-Илимский ЛПК;
- образованные перевязью силуэт зелёной части поля в форме ели говорит о богатой природе, окружающей город. Зелёный цвет в геральдике символизирует здоровье, природу и жизненный рост.

## Герб1981 года
Герб Усть-Илимска утвержден городским Советом народных депутатов 21 мая 1981 года. Авторы герба: Маргарита Андреевна Лаур и Валерий Александрович Лаур.
Щит герба разделен зигзагообразными красной и синей линиями по-диагонали. В верхнем белом поле бабр, несущий во рту соболя. В нижнем зеленом поле эмблема СЭВ (глобус надо стрелкой, в верху написано «СЭВ»)